# Sky México
Sky México é uma empresa mexicana de telecomunicações que atualmente distribui serviços para o México, América Central e Caribe. Desde 1º de dezembro de 2005 era uma subsidiária da Vrio, que mais tarde virou uma subsidiária da AT&T. A SKY México é operada pelo Grupo Televisa.
Oferece mais de 240 canais e conta com mais de 1.4 milhões de assinantes em todo o território mexicano. Utiliza o satélite Intelsat 21.
A logotipo da empresa era a mesma da Sky brasileira até 2016, quando mudou para a logo da Sky Group britânica, que pertence à Comcast.
Em 21 de julho de 2021, foi anunciado a venda da empresa para o Grupo Werthein. Foram envolvidas no negócio todas as empresas da América do Sul (com exceção dos serviços de Internet na Colômbia) e da América Central e Caribe. Já a cota da Vrio na Sky México foi mantida com a AT&T.
Em 4 de abril de 2024, foi anunciado que o Grupo Televisa havia adquirido a participação da AT&T México na Sky México, assumindo o controle total da empresa em 10 de junho, confirmando os planos de fusão da Sky com sua empresa irmã de telecomunicações, a izzi.